# Затишшя (Ковельський район)
Зати́шшя — село в Україні, у Шацькій селищній територіальній громаді Ковельського району Волинської області. Населення становить 260 осіб.
Орган місцевого самоврядування — Шацька селищна рада.

## Географія
Село розташоване на лівому березі річки Копаївки, правої притоки Західного Бугу.

## Історія
У книзі Олександра Цинкаловського «Стара Волинь і Волинське Полісся» наявна така інформація: 
| | \| ЗАТИШЕ, ЗАЦІШЕ, с, Володимирський пов., Пульменська вол., 117 км від Володимира. В кінці 19 ст. було там 25 домів і 183 жителів.[1] \| |
| ЗАТИШЕ, ЗАЦІШЕ, с, Володимирський пов., Пульменська вол., 117 км від Володимира. В кінці 19 ст. було там 25 домів і 183 жителів. | |

12 червня 2020 року, відповідно до розпорядження Кабінету Міністрів України № 708-р «Про визначення адміністративних центрів та затвердження територій територіальних громад Волинської області», увійшло до складу Шацької селищної територіальної громади.
19 липня 2020 року, в результаті адміністративно-територіальної реформи та ліквідації Шацького району, село увійшло до новоутвореного Ковельського району.

## Населення
Згідно з переписом УРСР 1989 року чисельність наявного населення села становила 294 особи, з яких 143 чоловіки та 151 жінка.
За переписом населення України 2001 року в селі мешкало 255 осіб.

### Мова
Розподіл населення за рідною мовою за даними перепису 2001 року:
| Мова       | Відсоток |
| ---------- | -------- |
| українська | 98,46 %  |
| білоруська | 1,15 %   |
| російська  | 0,38 %   |